# Kendang
 (janvier 2017).

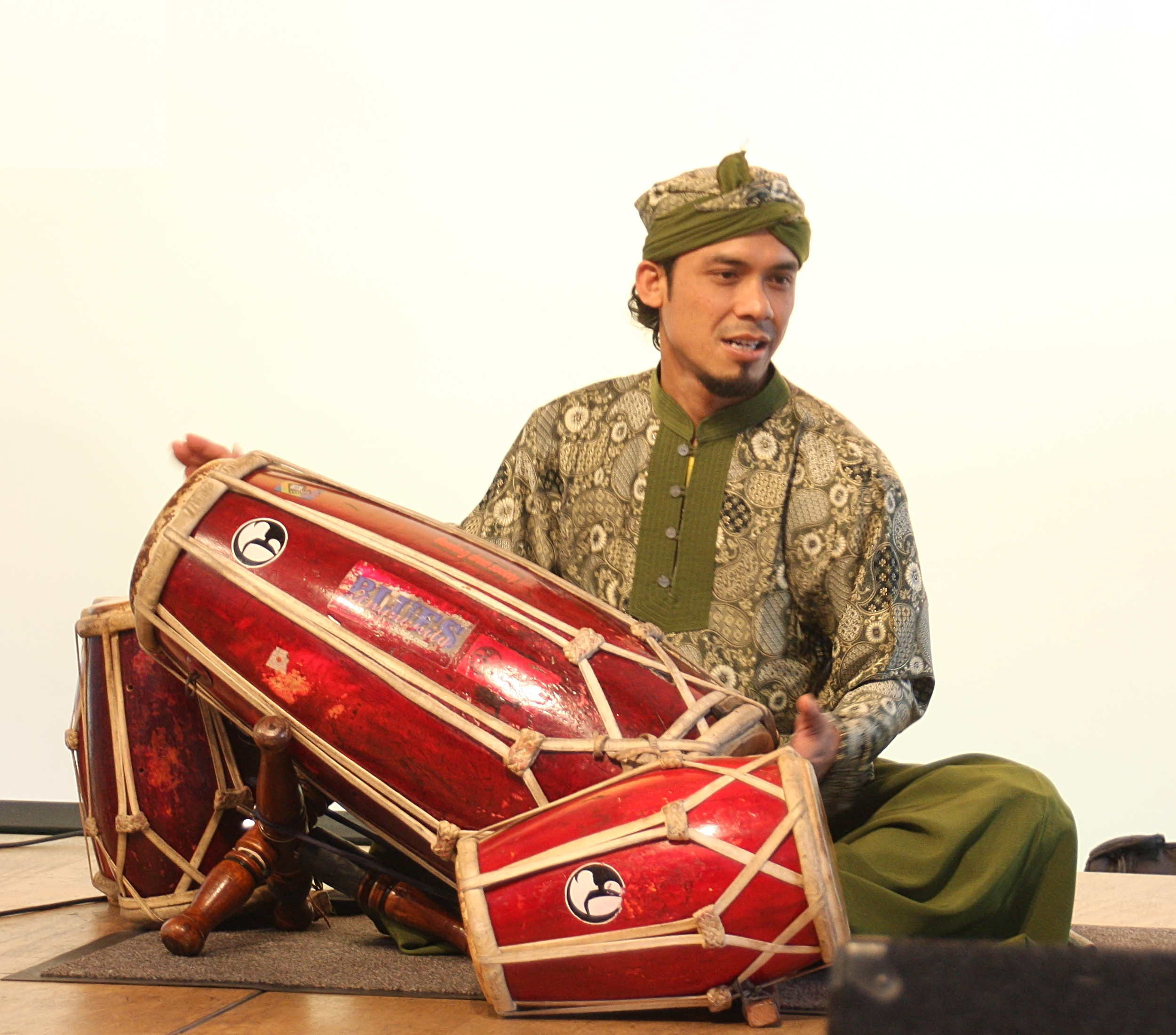
Le joueur de kendang du groupe sundanais SambaSunda à Cologne

Le kendang (en javanais kendhang, en malais gendang, en tausug, bajau et maranao gandang) est un tambour à deux faces d'Indonésie, de Malaisie et du sud des Philippines. 
Le kendang est un des instruments de base de l'orchestre, notamment des gamelan javanais et balinais. 

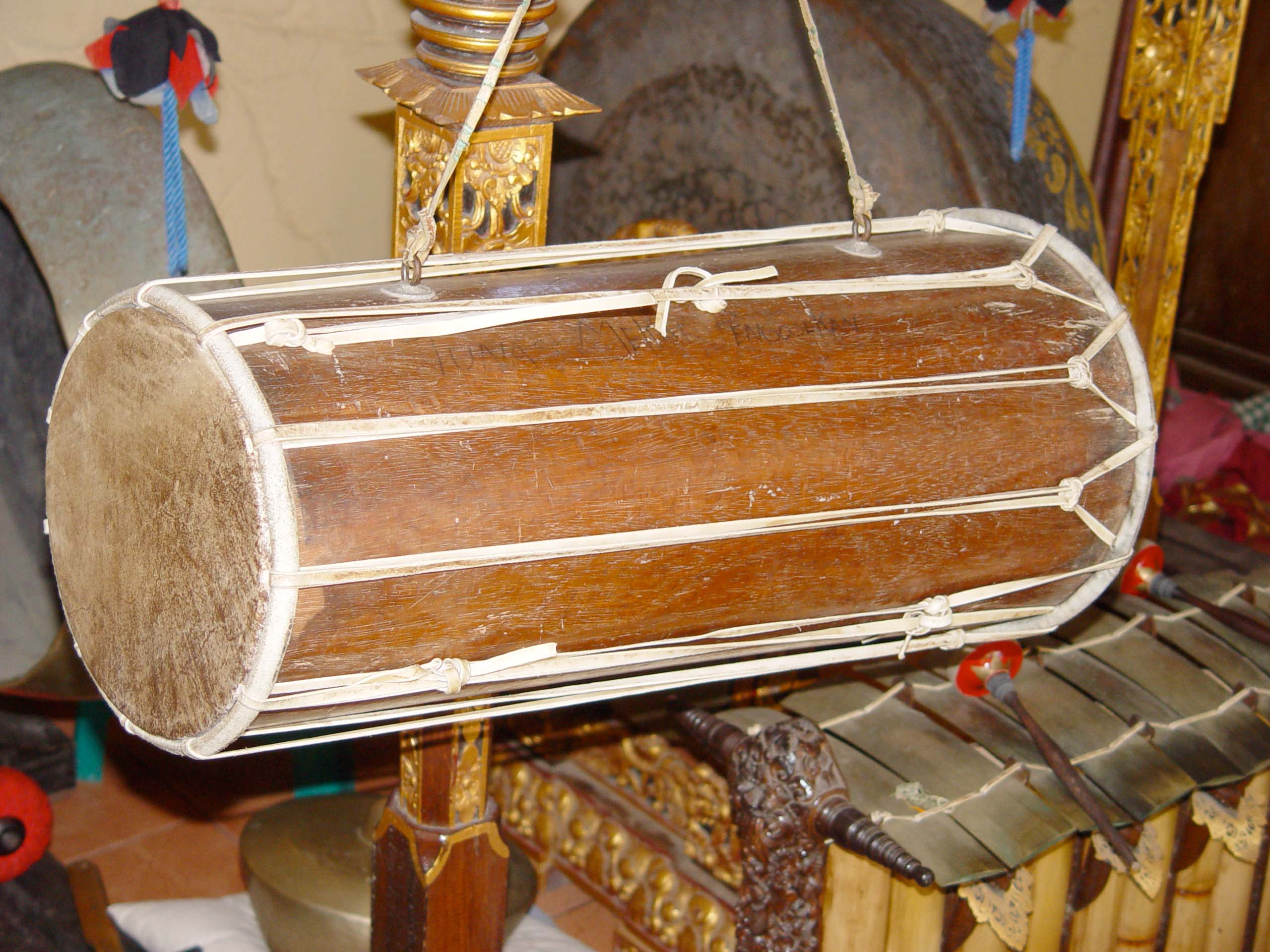

## Facture
On dit que les bons kendang sont faits en bois de jacquier, en tronc de cocotier ou en cempedak (Artocarpus integer). Pour la partie inférieure, appelée bam, qui donne un son grave, on utilise de la peau de buffle, alors que pour la partie supérieure, appelée cang, qui donne un son aigu, on utilise de la peau de chèvre.

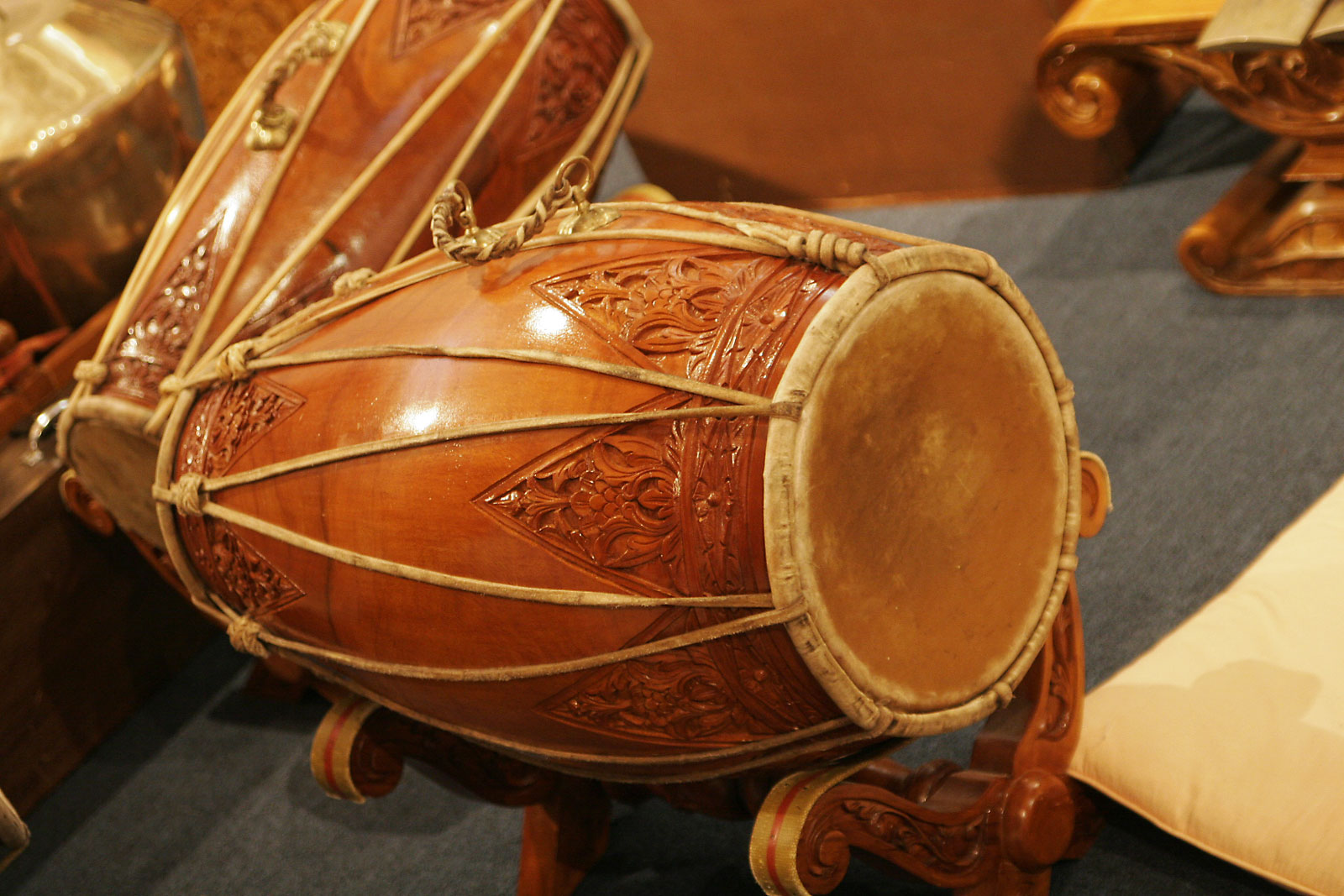
Un kendang javanais, dont les faces sont de tailles différentes

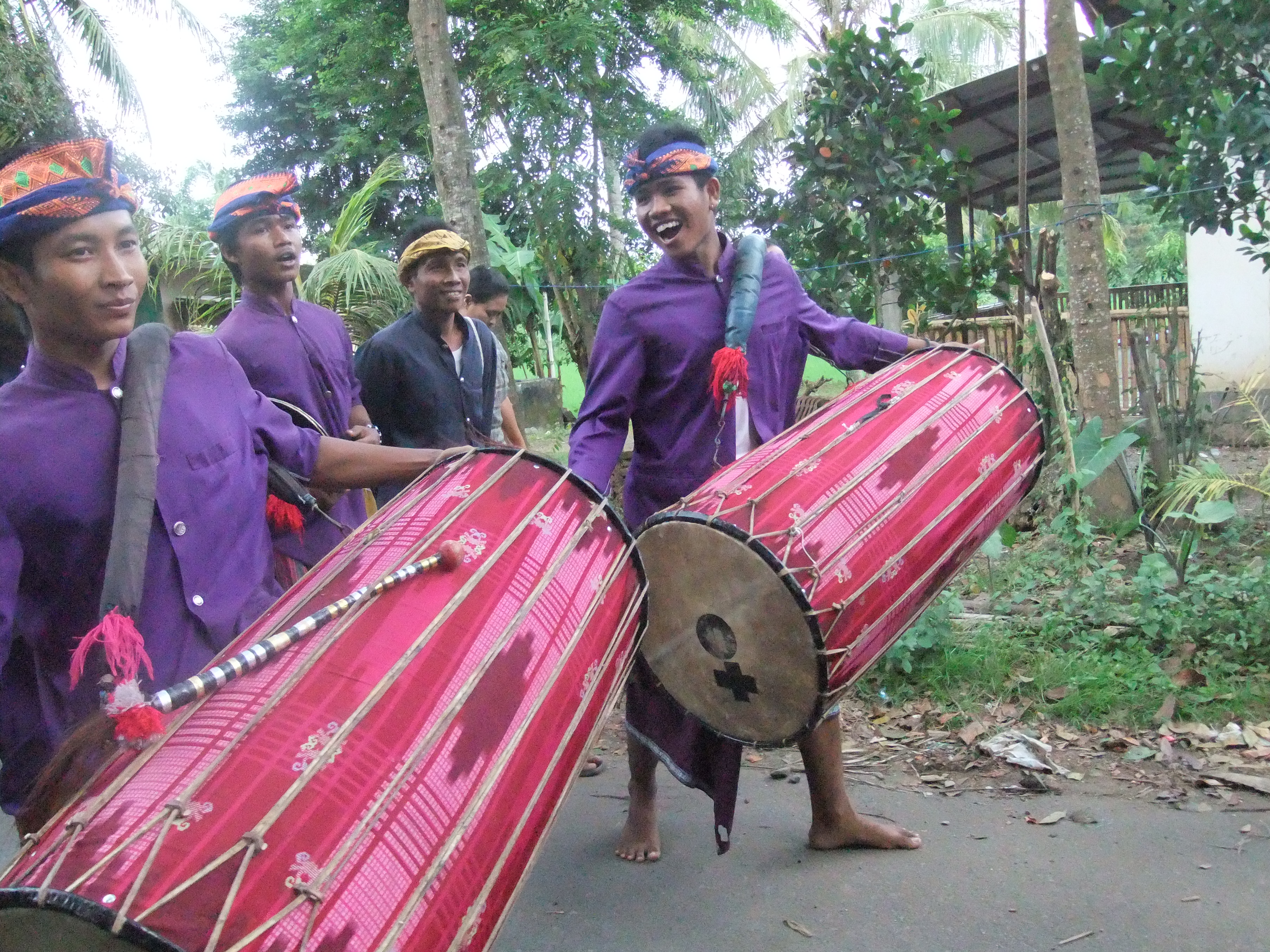
Les grands tambours du gendang beleq de Lombok

Dans le gamelan de Surakarta, on utilise des kendang de quatre tailles différentes :